# Atlapetes albofrenatus
Atlapetes albofrenatus là một loài chim trong họ Emberizidae.